# Мока (кавоварка)

Принцип роботи мока

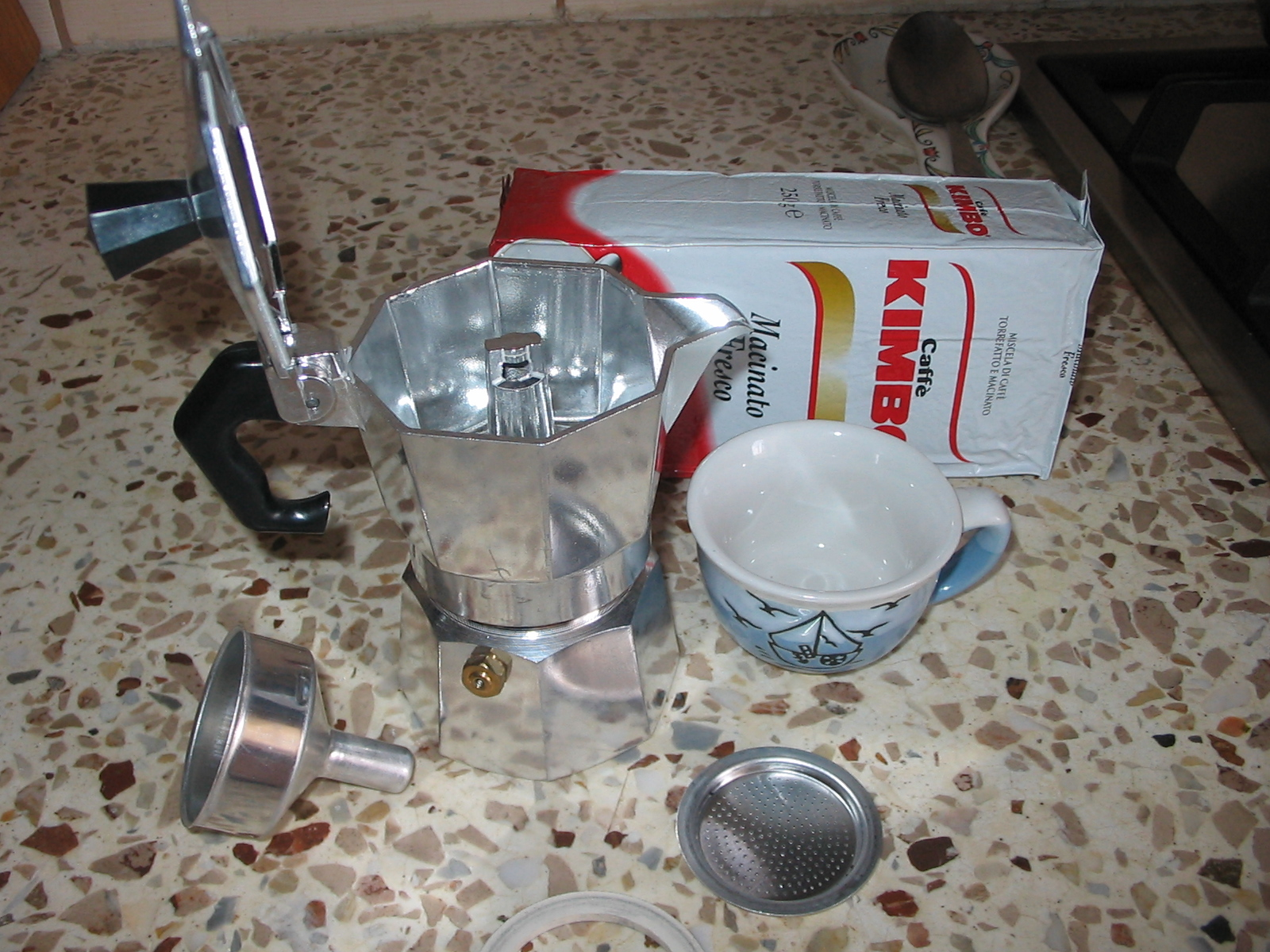
Кавоварка Мо́ка

Мо́ка (італ. Moka) або Мока Експрес, гейзерна — тип кавоварки еспресо, заснований на принципі приготування кави під тиском пари.
Складається з двох частин:
- Циліндричного резервуара (ємності) із різьбовим фланцем та клапаном перевищення тиску, змонтованим на боковій стінці ємності. В ємність вставляється конічна лійка з сіткою, в яку насипається мелена кава.
- На ємність накручується чайничок з кришкою та ручкою, виготовленою з пластмаси; в дні якого змонтована паровідвідна трубка та сепаратор (кругла пластина з отворами малого діаметра) з ущільнювачем — прокладкою з м'якого матеріалу.Кожна гейзерна кавоварка розрахована на приготування певної кількості чашок кави. При об'ємі чашки близько 40 мл їх може бути від 1 до 18

| Розмір кавоварки за кількістю чашок | 1  | 2  |
| Маса меленої кави, г                | 7  | 11 |
| Максимальний обсяг напою, мл        | 40 | 80 |

Для приготування кави в резервуар наливають воду, вставляють лійку в яку всипають порцію меленої кави, потім на резервуар накручують верхню частину кавоварки — чайничок.
Підготовлену кавоварку ставлять на вогонь та нагрівають.
При нагріванні ємності кавоварки, вода закипає та під тиском проходить через лійку з меленою кавою, далі насичена кавою вода проходить через сепаратор та потрапляє у верхню частину кавоварки — чайничок.
Кавоварки виготовляють із алюмінієвого сплаву, різної ємності.
За якістю та екстрактивністю приготування напою кавоварка мока поступається лише напівпрофесійним та професійним кавоваркам і тому є дуже гарним бюджетним рішенням для дому. Адже ціна напівпрофесійних кавоварок перевищує тисячу доларів.

## Історія
Виготовлення кави за допомогою принципу, що нагадував дію гейзера, винайшов в 1833 році британець Самюель Паркер. Проте промислове виробництво наладив в Італії промисловець Альфонсо Біалетті. Він же оформив в 1933 році патент на її виготовлення під назвою «Мока експресс». Виготовлялась з алюмінію та мала характерну кутову форму, що стала її характерною особливістю дизайну. Після другої світової війни приготування кави в мока став популярним, особливо в Італії.